# Patio de los Naranjos (Santiago de Chile)
El patio de los Naranjos es un espacio abierto ubicado en el sector sur del palacio de La Moneda, sede de la presidencia de la República de Chile, ubicado en Santiago.

## Historia
Cuando se construyó el edificio para albergar la Real Casa de Moneda de Santiago el espacio donde está el patio se encontraba ocupado por el denominado pabellón Toesca, destinado a la fundición y acuñación de las monedas. Esta construcción, que estaba separada del resto del edificio por angostas calles, fue demolido en 1940.
Al desaparecer el pabellón, se reemplazó por el patio de los Naranjos, ajardinado con inspiración española, y adornado con naranjos, flores y un pasillo central.
Con la reconstrucción del palacio luego del bombardeo durante el golpe de Estado de 1973, el patio transformó sus jardines, y se construyó un subterráneo para albergar distintas dependencias de gobierno. Además, se trasladó desde el patio de los Cañones la fuente de agua de 1671 que en el Chile colonial se encontraba en la plaza de Armas de Santiago.